# Jászberényi Zoltán
Jászberényi Zoltán, Pitroff (1915. február 19. – 1990) labdarúgó, csatár.

## Pályafutása
A pestszentlőrinci Szemeretelepen kezdte a labdarúgást, majd az MTK amatőr csapatában szerepelt. 1935–36-ban a Váci Reménység játékosa volt. 1935 őszén a vidéki amatőr válogatott tagja lett és a pesti amatőrök elleni mérkőzésen győztes gólt ért el (6–5) az Üllői úton. Ezekben az időkben figyelt fel rá a Ferencváros és az Újpest is és Jászberényi végül a Fradit választotta. 1936 és 1939 között 11 bajnoki mérkőzésen 9 gólt szerzett. Összesen 22 mérkőzésen szerepelt a Ferencvárosban és 11 gólt szerzett. Tagja volt az 1936–37-es és az 1938–39-es ezüstérmes csapatnak.
1958-ig a Váci Petőfi edzője volt. 1959-ben a Váci Vasutas trénere volt. 1962-ben a Váci Vasas edzőjének nevezték ki.

## Sikerei, díjai
- Magyar bajnokság
  - 2.: 1936–37, 1938–39